# 涅納季哈
49°19′47″N 29°51′24″E / 49.32972°N 29.85667°E
內納迪哈（烏克蘭語：Ненадиха）是位於烏克蘭北部的村莊，由基辅州白采爾克瓦區的泰蒂伊夫市鎮負責管轄。該村始建於1601年，面積2.9平方公里，海拔高度221米，2001年人口779，人口密度每平方公里268.6人。